# Eufaula (Alabama)
Eufaula é uma cidade localizada no estado americano do Alabama, no Condado de Barbour.

## Demografia
Segundo o censo americano de 2000, a sua população era de 13.908 habitantes.
Em 2006, foi estimada uma população de 13.350, um decréscimo de 558 (-4.0%).

## Geografia
De acordo com o United States Census Bureau, a localidade tem uma área de 190,3 km², dos quais 153,9 km² cobertos por terra e 36,4 km² cobertos por água.

## Localidades na vizinhança
O diagrama seguinte representa as localidades num raio de 40 km ao redor de Eufaula.